# Домінік Магоні
Домінік Магоні  (англ. Dominic Mahony, 26 квітня 1964) — британський сучасний п'ятиборець, олімпійський медаліст.

## Виступи на Олімпіадах
| Олімпіада      | Дисципліна | Місце |
| -------------- | ---------- | ----- |
| Сеул 1988      | особисті   | 16    |
| Сеул 1988      | командні   | 3     |
| Барселона 1992 | особисті   | 36    |
| Барселона 1992 | командні   | 6     |